# The Orion
The Orion es un rascacielos residencial ubicado en 350 West 42nd Street entre las Avenidas Octava y Novena en Hell's Kitchen o el vecindario Clinton de Manhattan, Nueva York (Estados Unidos). Se eleva 184 metros sobre el nivel de la calle, y contiene 551 unidades residenciales en 60 pisos. Es el 128.º edificio más alto de la ciudad. A pesar de su altura relativamente modesta para un rascacielos neoyorquino, ha dominado el paisaje de la calle 42 al oeste de Times Square desde su terminación en septiembre de 2005 y tiene vistas de Nueva York en todas direcciones.
Fue diseñado por el estudio de arquitectura CetraRuddy, quien también diseñó One Madison Park.